# John Scales
John Robert Scales (ur. 4 lipca 1966 w Harrogate) – piłkarz angielski grający na pozycji środkowego obrońcy. W swojej karierze rozegrał 3 mecze w reprezentacji Anglii.

## Kariera klubowa
Swoją karierę piłkarską Scales rozpoczął w klubie Leeds United. W 1984 roku awansował do kadry pierwszej drużyny, jednak w sezonie 1984/1985 nie zadebiutował w nim w Division Two i w 1985 roku odszedł do grającego w Division Three Bristolu City. W Bristolu City występował przez dwa sezony.
W 1987 roku Scales został zawodnikiem Wimbledonu. 15 sierpnia 1987 zadebiutował w nim w Division One w przegranym 0:1 wyjazdowym meczu z Watfordem. W debiutanckim sezonie wywalczył z Wimbledonem Puchar Anglii (wystąpił w wygranym 1:0 finale z Liverpoolem). W Wimbledonie występował do końca sezonu 1993/1994.
Latem 1994 roku Scales odszedł z Wimbledonu do Liverpoolu. W Liverpoolu swój ligowy debiut zaliczył 10 września 1994 w zremisowanym 0:0 domowym meczu z West Ham United. W sezonie 1994/1995 zdobył z Liverpoolem Puchar Ligi Angielskiej.
Latem 1996 roku Scales przeszedł z Liverpoolu do Tottenhamu Hotspur. Zadebiutował w nim 21 grudnia 1996 w zremisowanym 1:1 domowym meczu z Sheffield Wednesday. W Tottenhamie grał przez cztery lata.
W 2000 roku Scales został zawodnikiem Ipswich Town. Swój debiut w nim zanotował 6 września 2000 przeciwko Leicesterowi City (1:2). W Ipswich rozegrał dwa mecze i po sezonie 2000/2001 zakończył karierę.
| Sezon   | Klub              | Kraj   | Rozgrywki      | Mecze | Bramki |
| ------- | ----------------- | ------ | -------------- | ----- | ------ |
| 1984/85 | Leeds United      | Anglia | Division Two   | 0     | 0      |
| 1985/86 | Bristol Rovers    | Anglia | Division Three | 29    | 1      |
| 1986/87 | Bristol Rovers    | Anglia | Division Three | 43    | 1      |
| 1987/88 | Wimbledon         | Anglia | Division One   | 25    | 1      |
| 1988/89 | Wimbledon         | Anglia | Division One   | 38    | 1      |
| 1989/90 | Wimbledon         | Anglia | Division One   | 28    | 2      |
| 1990/91 | Wimbledon         | Anglia | Division One   | 36    | 2      |
| 1991/92 | Wimbledon         | Anglia | Division One   | 41    | 0      |
| 1992/93 | Wimbledon         | Anglia | Premier League | 32    | 1      |
| 1993/94 | Wimbledon         | Anglia | Premier League | 37    | 0      |
| 1994/95 | Wimbledon         | Anglia | Premier League | 3     | 0      |
| 1994/95 | Liverpool         | Anglia | Premier League | 35    | 2      |
| 1995/96 | Liverpool         | Anglia | Premier League | 27    | 0      |
| 1996/97 | Tottenham Hotspur | Anglia | Premier League | 12    | 0      |
| 1997/98 | Tottenham Hotspur | Anglia | Premier League | 10    | 0      |
| 1998/99 | Tottenham Hotspur | Anglia | Premier League | 7     | 0      |
| 1999/00 | Tottenham Hotspur | Anglia | Premier League | 4     | 0      |
| 2000/01 | Ipswich Town      | Anglia | Premier League | 2     | 0      |

## Kariera reprezentacyjna
W reprezentacji Anglii Scales zadebiutował 3 czerwca 1995 roku w wygranym 2:1 meczu Umbro Cup 1995 z Japonią, rozegranym w Londynie. Rozegrał jeszcze 2 mecze na tym turnieju. Ogółem w kadrze narodowej rozegrał 3 mecze, wszystkie w 1995.
| Mecze i gole w reprezentacji | Mecze i gole w reprezentacji | Mecze i gole w reprezentacji | Mecze i gole w reprezentacji | Mecze i gole w reprezentacji | Mecze i gole w reprezentacji | Mecze i gole w reprezentacji |
| #                            | Data                         | Stadion                      | Rywal                        | Wynik                        | Gol                          | Rozgrywki                    |
| 1995                         | 1995                         | 1995                         | 1995                         | 1995                         | 1995                         | 1995                         |
| ---------------------------- | ---------------------------- | ---------------------------- | ---------------------------- | ---------------------------- | ---------------------------- | ---------------------------- |
| 1.                           | 03.06.1995                   | Londyn, Anglia               | Japonia                      | 2:1                          | 0                            | Umbro Cup 1995               |
| 2.                           | 08.06.1995                   | Londyn, Anglia               | Szwecja                      | 3:3                          | 0                            | Umbro Cup 1995               |
| 3.                           | 11.06.1995                   | Londyn, Anglia               | Brazylia                     | 1:3                          | 0                            | Umbro Cup 1995               |